# Krišjānis Rēdlihs
Krišjānis Rēdlihs, född 15 januari 1981 i Riga, Lettiska SSR, Sovjetunionen, är en lettisk professionell ishockeyspelare som spelar för HK Mogo i LHHL. Efter att ha spelat seniorishockey för Liepājas Metalurgs i hemlandet, med vilka han under denna tid vann två lettiska guld, draftades han av New Jersey Devils i den femte rundan som 154:e spelare totalt. Därefter tillbringade han fyra säsonger i Nordamerika för Devils farmarklubb; Albany River Rats i AHL. Han återvände till Europa 2006/07 och spelade under denna säsong både för schweiziska Fribourg-Gottéron och ryska HK Amur Chabarovsk. Den efterföljande säsongen inledde han med en kort sejour i Sverige för Linköping HC och avslutade den med tyska Hamburg Freezers.
Sedan säsongen 2008/09 har Rēdlihs nästan helt uteslutande enbart spelat i hemlandet. Under tio säsonger representerade han Dinamo Riga i KHL. Därefter spelade han under en period för HK Kurbads i LHHL och en kort sejour för Kunlun Red Star i KHL. Sedan säsongen 2020/21 spelar Rēdlihs för HK Mogo med vilka han vunnit två guld och ett silver. Rēdlihs har tre bröder varav två av dem är också var professionella hockeyspelare; Jēkabs och Miķelis Rēdlihs.
I landslagssammanhang har Rēdlihs representerat A-landslaget vid tre OS och nio VM.

## Karriär

### Klubbkarriär

#### 1998–2006: Början av karriären och Albany River Rats
Krišjānis Rēdlihs inledde sin karriär i moderklubben HK Prizma Riga. Han började sin seniorkarriär med spel för HK Liepājas Metalurgs i den lettiska hockeyligan och Eastern European Hockey League. Under slutspelet 2000 spelade han två matcher för klubben som då vann lettiskt guld. Han vann därefter ytterligare ett guld med klubben två år senare. Sommaren 2002 blev Rēdlihs draftad i den femte omgången, som 154:e spelare totalt, av New Jersey Devils i NHL Entry Draft 2002. Kort därefter, den 12 juli 2002, bekräftades det att Rēdlihs skrivit ett avtal med Devils.
Rēdlihs tillbringade fyra säsonger i Nordamerika, men spelade aldrig för Devils i NHL. Istället tillbringade han hela sin sejour i Nordamerika för farmarklubben Albany River Rats i AHL. Den 12 oktober 2002 gjorde han AHL-debut i en 7–3-förlust mot St. John's Maple Leafs. Rēdlihs noterades för sitt första AHL-mål den 2 januari 2003, på Mathieu Garon, i en 3–2-förlust mot Hamilton Bulldogs. Laget slutade på sista plats i East Division och misslyckades därmed att ta sig till Calder Cup-slutspelet. Totalt spelade Rēdlihs 61 grundseriematcher för River Rats och noterades för tio poäng, varav ett mål. Under sin andra säsong i klubben ökade han sin poängproduktion och var med sina nio mål lagets näst målfarligaste back. Den 3 mars 2004 noterades han för sitt första hattrick i AHL då Springfield Falcons besegrades med 7–1. På 66 grundseriematcher stod han för 19 poäng; laget slutade sist i hela AHL och misslyckades åter att ta sig till slutspel.

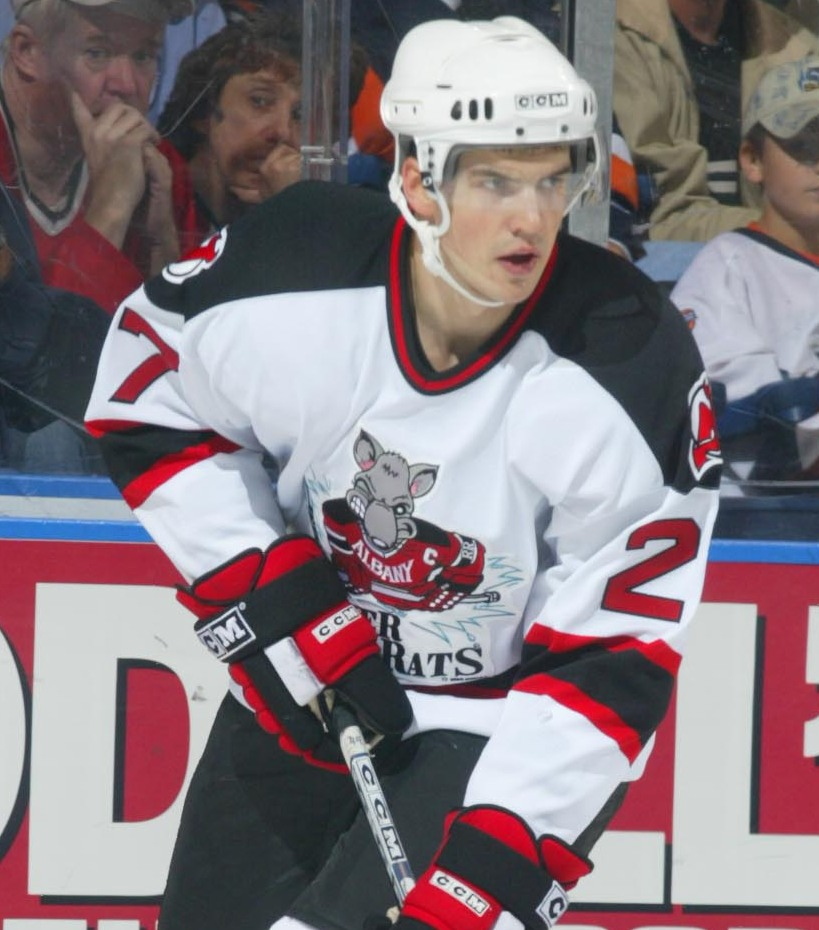
Rēdlihs med River Rats 2004.

Under sin tredje säsong med River Rats spelade Rēdlihs 46 grundseriematcher. Han ådrog sig en handledsskada i början av februari 2005 vilken gjorde att han missade återstoden av säsongen. Totalt noterades han för tio assistpoäng. Den 24 september 2005 stod det klart att Rēdlihs förlängt sitt avtal med Devils ytterligare. Samtidigt meddelades det att han åter skickats ned till River Rats i AHL. I mars 2006 blev han uppkallad till Devils i NHL, dock utan att få någon speltid. Han gjorde sin poängmässigt bästa säsong i AHL och noterades för 24 poäng på 64 grundseriematcher. Med 21 assistpoäng var han den back i laget som stod för flest assist. River Rats slutade näst sist i hela AHL och missade för fjärde gången i rad, med Rēdlihs i laget, att ta sig till Calder Cup-slutspelet.

#### 2006–2018: Återkomst till Europa och Dinamo Riga
Inför säsongen 2006/07 återvände Rēdlihs till Europa och skrev ett avtal för den schweiziska klubben Fribourg-Gottéron i NLA. Han spelade 15 grundseriematcher för klubben och noterades för fem mål och en assistpoäng. Under säsongens gång lämnade han klubben för spel med HK Amur Chabarovsk i den ryska superligan. Laget slutade näst sist och på 29 matcher i klubben stod Rēdlihs för ett mål och fyra assistpoäng. Den 16 augusti 2007 bekräftades det att Rēdlihs skrivit ett ettårsavtal med Linköping HC i Elitserien. Den 24 september samma år gjorde han Elitseriedebut i en 3–2-seger mot Timrå IK. Tiden i Linköping blev dock kortvarig och han spelade endast nio matcher för klubben. Den 18 oktober 2007 stod det klart att Rēdlihs lämnat Linköping för spel med den tyska klubben Hamburg Freezers i DEL. Han spelade 43 grundseriematcher för klubben och stod för två mål och sex assist. Laget slutade på sjunde plats och slogs i slutspelet ut i kvartsfinal av Eisbären Berlin med 4–1 i matcher.
I juni 2008 stod det klart att Rēdlihs skrivit ett avtal med den lettiska KHL-klubben Dinamo Riga. Han gjorde KHL-debut den 24 september samma år i en 5–1-förlust mot HK Spartak Moskva. Rēdlihs spelade under säsongens gång också två matcher för farmarklubben HK Riga 2000 i den vitryska högstaligan. Den 7 december 2008 noterades han för sitt första KHL-mål, på Stanislav Galimov, i en 0–2-seger mot Ak Bars Kazan. Totalt spelade han 24 grundseriematcher i KHL och noterades för totalt tio poäng. Med sina fyra mål var han, tillsammans med Filip Novák, lagets målmässigt bästa back. I det följande Gagarin Cup-slutspelet slogs laget omgående ut av HK Dynamo Moskva med 3–0 i matcher.
Säsongen 2009/10 spelade Rēdlihs 40 grundseriematcher för Riga. Han stod för två mål och åtta assistpoäng. I det följande slutspelet slog laget först ut SKA Sankt Petersburg (3–1) innan man själva besegrades i kvartsfinal av HK MVD med 4–1 i matcher. Efter Rigas uttåg anslöt Rēdlihs till klubbens farmarlag Dinamo Juniors Riga i LHHL mitt under brinnande slutspel. Laget hade tagit sig till finalspel där Rēdlihs avgjorde seriens första match till 4–3 mot Liepājas Metalurgs. Man vann serien och Rēdlihs tilldelades därmed sitt tredje lettiska guld. Säsongen 2010/11 spelade Rēdlihs 32 grundseriematcher och noterades för tre mål och sju assistpoäng. Laget tog sig åter till Gagarin Cup där man för andra säsongen i följd slogs ut i kvartsfinal; denna gång mot Lokomotiv Jaroslavl (4–1).
Säsongen 2011/12 gjorde Rēdlihs sin poängmässigt bästa grundserie i KHL. På 50 grundseriematcher stod han för 21 poäng, varav fem mål, och var lagets näst bästa back poängmässigt. Utöver detta var han den i laget som hade bäst plus/minus-statistik (17) och efter säsongen tilldelades han också KHL:s gentlemannapris. I slutspelet slogs laget omgående ut av Torpedo Nizjnij Novgorod med 4–3 i matcher. I början av maj 2012 bekräftades det att Rēdlihs förlängt sitt avtal med Riga med ytterligare två säsonger. I slutet av oktober samma år ådrog han sig en skada vilken höll honom från spel i flera veckors tid. Med 20 poäng på 43 grundseriematcher var han lagets poängmässigt bästa back (5 mål, 15 assist); laget misslyckades dock att ta sig till slutspel.

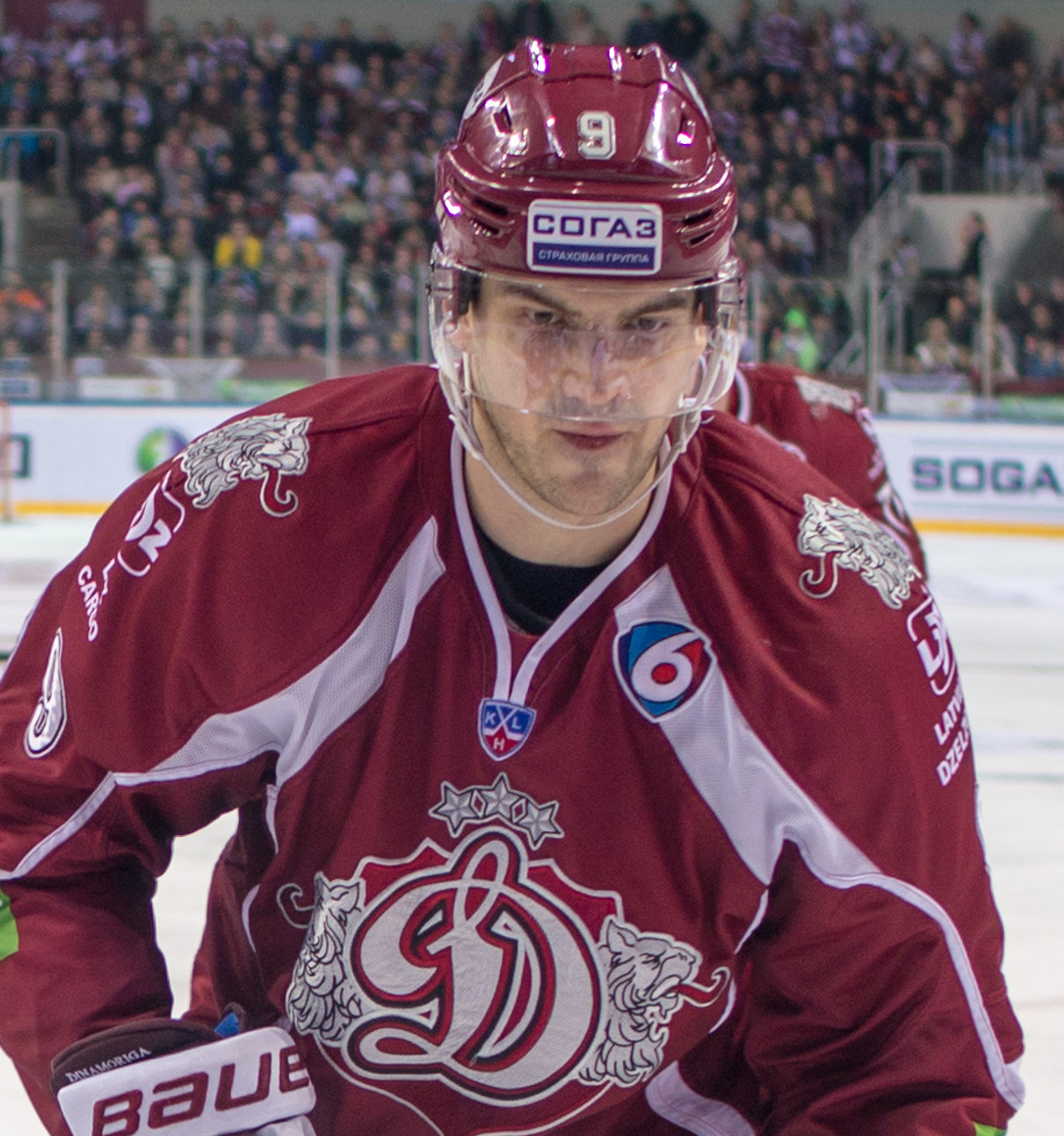
Rēdlihs med Dinamo Riga 2013.

Under sin sjätte säsong med Riga stod Rēdlihs för sin poängmässigt sämsta grundserie i klubben. På 42 matcher noterades han för fem mål och två assistpoäng. I slutspelets första runda slogs laget ut av HK Donbass med 4–3 i matcher. På dessa sju matcher stod han för två assistpoäng. Inför säsongen 2014/15 utsågs Rēdlihs till en av de assisterande lagkaptenerna för Riga. Han spelade därefter 54 grundseriematcher och tangerade sin poängnotering från tre säsonger tidigare då han stod för 21 poäng, varav fem mål. Av lagets backar var han den som stod för flest assist (17). Laget slutade på femte plats i Bobrovdivisionen och misslyckades därmed att ta sig till slutspel.
Säsongen 2015/16 spelade Rēdlihs 45 grundseriematcher (två mål, sex assist). Under en match mot HK Dynamo Moskva den 10 januari 2016 spelade han endast sju sekunder innan han ådrog sig en benskada som kom att hålla honom borta från återstoden av säsongen. Den 10 augusti 2016 skrev Rēdlihs en ettårig förlängning med Riga. För tredje säsongen i följd misslyckades laget att ta sig till slutspel och man slutade näst sist i KHL. Rēdlihs var lagets näst bästa back poängmässigt sett med 13 poäng på 44 matcher. Utöver detta var han den i laget, tillsammans med tre andra spelare, som hade sämst plus/minus-statistik (-14). Den 15 juni 2017 bekräftades det att Rēdlihs förlängt sitt avtal med Riga med ytterligare en säsong. Detta kom att bli Rēdlihs sista säsong med Dinamo Riga. Inför säsongen var han inte längre assisterande lagkapten och klubben misslyckades för fjärde säsongen i följd av ta sig till Gagarin Cup. Då Rēdlihs lämnade klubben var han den som spelat näst flest matcher i den (413) sedan återbildandet 2008. Han var dessutom den back i klubbens historia med flest gjorda mål (34).

#### Från 2018: Kurbads, Red Star och Mogo
Den 30 augusti 2018 bekräftades det att Rēdlihs anslutit till HK Kurbads i LHHL i väntan på andra kontraktsförslag. Han spelade fem matcher för klubben i inledningen av säsongen 2018/19. Den 8 oktober samma år stod det dock klart att han skrivit ett ettårskontrakt med den kinesiska klubben Kunlun Red Star i KHL. Rēdlihs hann bara spela sex matcher för klubben innan han ådrog sig en skada under en match mot Torpedo Nizjnij Novgorod den 26 oktober 2018. Denna skada höll honom borta från spel större delen av säsongen och han spelade därefter endast sex ytterligare grundseriematcher för Red Star. Totalt producerade han en assistpoäng på dessa matcher. Inför säsongen 2019/20 återvände Rēdlihs till Kurbads och utsågs också till en av de assisterande kaptenerna i laget. Laget slutade på andraplats i grundserien där Rēdlihs hade en poängmässigt god säsong och slutade på tredjeplats i backarnas poängliga. På 35 grundseriematcher stod han för 29 poäng, varav åtta mål. På grund av Covid-19-pandemin ställdes säsongen in i förtid.
Den 2 september 2020 bekräftades det att Rēdlihs skrivit ett avtal med seriekonkurrenten HK Mogo. Vid säsongens slut utsågs han till ligans bästa back. Med 13 poäng på 34 grundseriematcher. I slutspelet slogs laget ut i semifinal av HK Zemgale/LBTU med 4–2 i matcher. Den 2 september 2021 stod det klart att Rēdlihs förlängt sitt kontrakt med Mogo med ytterligare en säsong. Han utsågs till ny lagkapten för klubben och den 2 oktober 2021 noterades han för sitt första hattrick i den lettiska ligan, i en 0-12–seger mot HK Prizma Riga. Han vann både poäng- och assistligan för backar och för andra säsongen i följd tilldelades Rēdlihs pris som ligans bästa back. På 35 matcher stod han för 27 poäng, varav sju mål. Laget vann grundserien men förlorade semifinalserien mot HK Olimp/Venta 2002 med 4–2 och tilldelades ett brons. Rēdlihs blev denna säsong också uttagen till medias All Star-lag.
Den 30 augusti 2022 meddelades det att Rēdlihs åter förlängt sitt avtal med Mogo med ytterligare en säsong. För andra säsongen i följd vann laget grundserien och Rēdlihs stod för 16 poäng på 26 grundseriematcher. I det följande slutspelet noterades han för ett hattrick den 3 mars 2023 då Hockey Punks Vilnius besegrades med 10–2. Man tog sig därefter till finalspel där man föll med 4–1 i matcher mot HK Zemgale/LBTU. Inför säsongen 2023/24 förlängde Rēdlihs sitt avtal med Mogo med en säsong till. Efter att ha gått utan kaptensbindel den föregående säsongen utsågs han till assisterande lagkapten. Han var poängmässigt bäst bland lagets backar och slutade på fjärde plats i backarnas poängliga. På 32 grundseriematcher stod han för 27 poäng varav fem mål. Mogo slutade på andra plats i grundserien och tog sig till final i det följande slutspelet; väl där tog man revansch på Zmegale/LBTU då man besegrade dem med 4–1 i matcher. Rēdlihs tog sig fjärde lettiska guld och blev på nytt uttagen till medias All Star-lag.
Den 22 augusti 2024 meddelades det att Rēdlihs gjort klart för sin femte säsong med Mogo. Vid en ålder av 43 gjorde han därefter sin poängmässigt bästa säsong som seniorspelare då han på 30 matcher snittade över en poäng per match. Han stod för totalt 31 poäng och vann backarnas poäng-, skytte- och assistliga (9 mål, 22 assist). Mogo vann grundserien och i slutspelet stod Rēdlihs för ett nytt hattrick, den 20 mars 2025, då Hockey Punks Vilnius besegrades med 14–1 i en av semifinalmatcherna. Klubben tog sig sedan vidare till finalspel där man på nytt besegrade Zmegale/LBTU med 4–1 i matcher. Rēdlihs tilldelades sitt femte lettiska guld, uttogs såväl till medias All Star-lag samt utsågs till ligans bästa back; båda för tredje gången i karriären.

### Landslagskarriär

#### 1999: Ungdomslandslaget

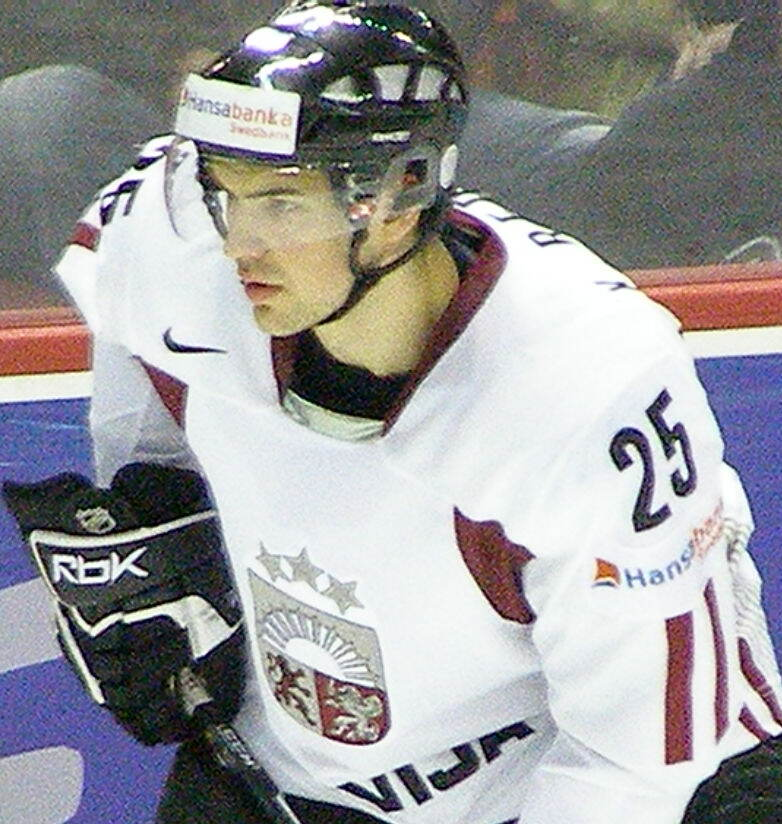
Rēdlihs i landslagströja 2008.

Rēdlihs blev uttagen att spela för Lettlands U18-landslag vid Division I i EM 1999. Lettland vann grupp A i överlägsen stil, bland annat genom en 24–1-seger mot Jugoslavien. Man vann sedan även finalen mot Slovenien med 5–1. På fyra matcher gjorde han lika många poäng och var lagets poängmässigt bästa back. Han stod för tre mål och en assistpoäng. Utöver detta var han också den under turneringen med bäst plus/minus-statistik (23).

#### 2001–2015: A-landslaget
Säsongen 2001/02 gjorde han debut i Lettlands A-landslag. Samma säsong spelade han sitt första VM, som avgjordes i Sverige. Laget tog sig till mellanrundan genom en tredjeplats i grupp D. Man slutade därefter sist i grupp E och hamnade på elfte plats i turneringen. Rēdlihs stod för en assistpoäng på de sex matcher han spelade. Därefter togs han ut både till VM 2003 och VM 2004. 2003 tog man sig åter till mellanrundan, men misslyckades att ta sig till slutspel. Han gick poänglös ur de sex matcher han spelade. 2004 slutade Lettland på andra plats i grupp A och tredje plats i grupp E. Man kvalificerade sig därmed till kvartsfinalspel där man dock föll mot Sverige med 1–4. Rēdlihs gick åter poänglös ur denna turnering.
2006 blev Rēdlihs uttagen till OS i Turin. Laget slutade på tolfte och sista plats i turneringen sedan man förlorat fyra av fem matcher i grupp B. Rēdlihs spelade sedan sitt fjärde VM, 2008 i Kanada. Lettland tog sig till mellanrundan där man slogs ut och slutade sist i grupp F. Han var åter i Lettlands VM-trupp året därpå, då turneringen avgjordes i Schweiz. I Lettlands andra match tog man en rejäl skalp då man besegrade Sverige med 3–2. Rēdlihs öppnade Lettlands målskytte i denna match och stod därmed också för sitt första mål i VM-sammanhang. Laget tog sig till slutspel där man slogs ut i kvartsfinal av Kanada med 4–2.
Rēdlihs blev uttagen till sitt andra OS, som 2010 spelades i Vancouver. Lettland förlorade samtliga gruppspelsmatcher och i det följande slutspelet ställdes man mot Tjeckien i kvalspelet till slutspel. Man föll efter förlängningsspel med 3–2 och slutade därmed på tolfte och sista plats. På fyra spelade matcher stod Rēdlihs för en assistpoäng.
Rēdlihs spelade tre VM-turneringar i följd; 2011, 2012 och 2013. 2011 slutade Lettland sist i grupp D och därmed tvingades till kvalspel för att hålla sig kvar i VM:s högstadivision. Man vann två av tre matcher och klarade sig från degradering. Rēdlihs spelade fyra matcher och stod för ett mål framåt. 2012 slutade Lettland på femte plats i grupp S och missade därmed att ta sig till slutspel. Rēdlihs stod återigen för ett mål framåt, denna gång på sju spelade matcher. 2013 missade man återigen att ta sig till slutspel då man slutade på plats sex i grupp H. Rēdlihs gick poänglös ur sju spelade matcher. Rēdlihs spelade sitt tredje och sista OS 2014 i Sotji. Lettland föll återigen i samtliga gruppspelsmatcher men vann sedan i kvalspelet till slutspelet mot Schweiz med 3–1. I kvartsfinal föll man med 2–1 mot Kanada och slutade på åttonde plats i turneringen. På fem matcher stod han för två assistpoäng och gjorde därmed sitt poängmässigt bästa OS. VM i Tjeckien 2015 kom att bli Rēdlihs nionde och sista världsmästerskap. Lettland slutade på sjunde plats i grupp A och tog sig därmed inte till slutspelsrundan. På sju matcher stod han för en assistpoäng.

## Statistik

### Klubblag
| 1999–00    | Liepājas Metalurgs  | LHHL       | —   | —  | —  | —   | —   | 2  | 0 | 0 | 0  | 0  |
| 1999–00    | Liepājas Metalurgs  | EEHL       | 12  | 1  | 3  | 4   | 0   | —  | — | — | —  | —  |
| 2000–01    | Liepājas Metalurgs  | LHHL       | 22  | 1  | 6  | 7   | —   | —  | — | — | —  | —  |
| 2000–01    | Liepājas Metalurgs  | EEHL       | 27  | 2  | 2  | 4   | —   | —  | — | — | —  | —  |
| 2001–02    | Liepājas Metalurgs  | EEHL       | 41  | 1  | 2  | 3   | 18  | —  | — | — | —  | —  |
| 2001–02    | Liepājas Metalurgs  | LHHL       | 17  | 0  | 8  | 8   | 6   | 3  | 2 | 2 | 4  | 0  |
| 2002–03    | Albany River Rats   | AHL        | 61  | 1  | 9  | 10  | 20  | —  | — | — | —  | —  |
| 2003–04    | Albany River Rats   | AHL        | 66  | 9  | 10 | 19  | 16  | —  | — | — | —  | —  |
| 2004–05    | Albany River Rats   | AHL        | 46  | 0  | 10 | 10  | 12  | —  | — | — | —  | —  |
| 2005–06    | Albany River Rats   | AHL        | 66  | 3  | 21 | 24  | 30  | —  | — | — | —  | —  |
| 2006–07    | Fribourg-Gottéron   | NLA        | 15  | 5  | 1  | 6   | 30  | —  | — | — | —  | —  |
| 2006–07    | HK Amur Chabarovsk  | RSL        | 29  | 1  | 4  | 5   | 18  | —  | — | — | —  | —  |
| 2007–08    | Linköping HC        | SHL        | 9   | 0  | 0  | 0   | 0   | —  | — | — | —  | —  |
| 2007–08    | Hamburg Freezers    | DEL        | 43  | 2  | 6  | 8   | 18  | 8  | 0 | 1 | 1  | 6  |
| 2008–09    | Dinamo Riga         | KHL        | 24  | 4  | 6  | 10  | 16  | 3  | 0 | 0 | 0  | 0  |
| 2008–09    | HK Riga 2000        | BHL        | 2   | 0  | 2  | 2   | 2   | —  | — | — | —  | —  |
| 2009–10    | Dinamo Riga         | KHL        | 40  | 2  | 8  | 10  | 26  | 8  | 1 | 1 | 2  | 4  |
| 2009–10    | Dinamo Juniors Riga | LHHL       | —   | —  | —  | —   | —   | 5  | 1 | 0 | 1  | 2  |
| 2010–11    | Dinamo Riga         | KHL        | 32  | 3  | 7  | 10  | 12  | 11 | 1 | 0 | 1  | 2  |
| 2011–12    | Dinamo Riga         | KHL        | 50  | 5  | 16 | 21  | 14  | 7  | 1 | 1 | 2  | 0  |
| 2012–13    | Dinamo Riga         | KHL        | 43  | 5  | 15 | 20  | 10  | —  | — | — | —  | —  |
| 2013–14    | Dinamo Riga         | KHL        | 42  | 5  | 2  | 7   | 16  | 7  | 0 | 2 | 2  | 0  |
| 2014–15    | Dinamo Riga         | KHL        | 54  | 4  | 17 | 21  | 22  | —  | — | — | —  | —  |
| 2015–16    | Dinamo Riga         | KHL        | 45  | 2  | 6  | 8   | 47  | —  | — | — | —  | —  |
| 2016–17    | Dinamo Riga         | KHL        | 44  | 3  | 10 | 13  | 12  | —  | — | — | —  | —  |
| 2017–18    | Dinamo Riga         | KHL        | 39  | 1  | 8  | 9   | 24  | —  | — | — | —  | —  |
| 2018–19    | HK Kurbads          | LHHL       | 5   | 2  | 4  | 6   | 2   | —  | — | — | —  | —  |
| 2018–19    | Kunlun Red Star     | KHL        | 12  | 0  | 1  | 1   | 4   | —  | — | — | —  | —  |
| 2019–20    | HK Kurbads          | LHHL       | 35  | 8  | 21 | 29  | 12  | —  | — | — | —  | —  |
| 2020–21    | HK Mogo             | LHHL       | 34  | 3  | 10 | 13  | 22  | 3  | 1 | 0 | 1  | 2  |
| 2021–22    | HK Mogo             | LHHL       | 35  | 7  | 20 | 27  | 8   | 6  | 0 | 2 | 2  | 0  |
| 2022–23    | HK Mogo             | LHHL       | 26  | 4  | 12 | 16  | 8   | 12 | 6 | 7 | 13 | 10 |
| 2023–24    | HK Mogo             | LHHL       | 32  | 5  | 22 | 27  | 18  | 9  | 0 | 3 | 3  | 2  |
| 2024–25    | HK Mogo             | LHHL       | 30  | 9  | 22 | 31  | 10  | 9  | 5 | 7 | 12 | 2  |
| KHL totalt | KHL totalt          | KHL totalt | 425 | 34 | 96 | 130 | 203 | 36 | 3 | 4 | 7  | 6  |
| AHL totalt | AHL totalt          | AHL totalt | 239 | 13 | 40 | 53  | 78  | —  | — | — | —  | —  |

### Internationellt
| År            | Lag           | Turnering     | Matcher | Mål | Assists | Poäng | Utv. |
| ------------- | ------------- | ------------- | ------- | --- | ------- | ----- | ---- |
| 1999          | Lettland      | JEM           | 4       | 3   | 1       | 4     | 0    |
| 2002          | Lettland      | VM            | 6       | 0   | 1       | 1     | 0    |
| 2003          | Lettland      | VM            | 6       | 0   | 0       | 0     | 2    |
| 2004          | Lettland      | VM            | 7       | 0   | 0       | 0     | 2    |
| 2006          | Lettland      | OS            | 5       | 0   | 0       | 0     | 2    |
| 2008          | Lettland      | VM            | 6       | 0   | 0       | 0     | 10   |
| 2009          | Lettland      | VM            | 7       | 1   | 0       | 1     | 2    |
| 2010          | Lettland      | OS            | 4       | 0   | 1       | 1     | 2    |
| 2011          | Lettland      | VM            | 4       | 1   | 0       | 1     | 2    |
| 2012          | Lettland      | VM            | 7       | 1   | 0       | 1     | 0    |
| 2013          | Lettland      | VM            | 7       | 0   | 0       | 0     | 0    |
| 2014          | Lettland      | OS            | 5       | 0   | 2       | 2     | 2    |
| 2015          | Lettland      | VM            | 7       | 0   | 1       | 1     | 4    |
| Senior totalt | Senior totalt | Senior totalt | 73      | 4   | 4       | 8     | 28   |